# Nóregs konungatal

Nóregs konungatal (« Liste des rois de Norvège » en français ; on trouve aussi Nóregs konunga-tal or Nóregs konunga tal) est un poème scaldique islandais. Composé autour de 1190, le poème est conservé dans le Flateyjarbók, manuscrit du XIVe siècle.
Le quatrain est basé sur un travail historique de Sæmundr Sigfússon, qui a depuis été perdu, et témoigne de la portée du travail de cet auteur. Vraisemblablement, le quatrain partage les points les plus importants de son travail, en particulier ses informations chronologiques.
Composé de 83 vers, il a été composé pour l'important chef islandais Jón Loftsson, né en Norvège et dont la mère était la fille du roi Magnus III de Norvège. Jón était lui-même le père adoptif de Snorri Sturluson. Le but du quatrain est de célébrer la descente de Jón Loftsson dans la lignée royale norvégienne : il est calqué sur des quatrains généalogiques antérieurs tels que Háleygjatal et Ynglingatal. Les rois de Norvège partagent la langue des vers kviðuháttr avec ceux-ci. Le quatrain commence par Halfdan III de Vestfold et évoque tous les rois norvégiens jusqu'à Sverre de Norvège (1177-1202). Les dix derniers couplets parlent de Jón et de sa descendance du roi Magnus.